# Дой-пак

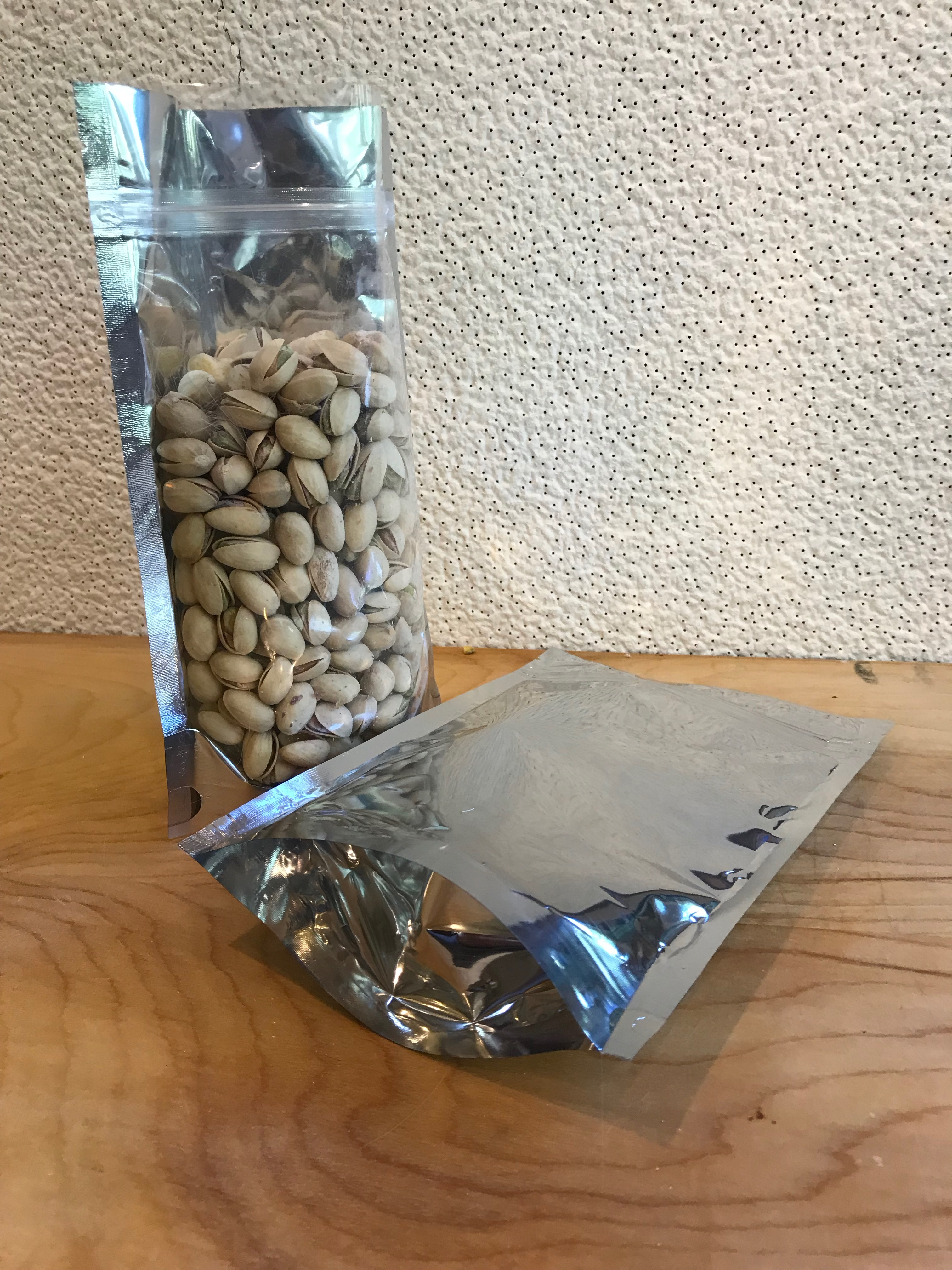
Упаковки дой-пак

Дой-пак (фр. Doypack) или пауч (англ. pouch) — особый вид гибкой герметичной упаковки, представляющей собой плотный пластиковый, бумажный или многослойный пакет с донышком из того же материала, что позволяет упаковке в наполненном виде стоять вертикально. Принципиальной особенностью дой-пак является многошовная (от одного до пяти швов) конструкция с гибким дном. Своё название данный вид упаковки получил по фамилии создателя Луи Дуайена (фр. Louis Doyen): Doyen + packaging (с англ. — «упаковка Дуайена») — «Doypack».

## История
Конструкция была изобретена в 1963 году Луи Дуайеном (фр. Louis Doyen), руководителем французской компании Thimonnier, которой принадлежат права на торговую марку «Doypack». В те годы европейские производители не сумели оценить новшество по достоинству, поэтому дой-пак, как бренд, остался закреплённым за компанией Thimonnier, а вот патент на изготовление не совсем привычной на то время упаковки она продлевать не стала. Таким образом, технология изготовления дой-паков стала общедоступной. Японские производители упаковки развили и усовершенствовали технологию дой-пака. Помимо чисто полимерных дой-паков началось производство дой-паков фольгированных, с комбинированными слоями, что положительно сказывалось на крепости новых дой-паков и сроках хранения продукции. Дой-паки быстро стали популярны вначале в Японии, а вскоре после этого и по всему миру.

## Применение
Дой-пак — плоский пакет со складкой внизу. Когда пакет наполняется содержимым, складка раскрывается, и у пакета образуется ровное широкое основание, позволяющее дой-паку стоять. Дополнительную жёсткость, благодаря которой дой-пак легко можно ставить вертикально, данному виду упаковки придают конструктивные особенности сварных швов. Дой-пак служит для ручного или автоматизированного упаковывания самых разнообразных пищевых продуктов (кофе, чая, приправ, сухофруктов, соков, майонеза, конфет и т. д.), а также любых других неагрессивных субстанций (семян, химических средств, табака и т. д.).
Преимущества дой-пака выявились очень быстро. В отличие от стеклотары, дой-пак невозможно разбить. Дой-пак обладал практически минимальным собственным весом по отношению к весу продукта. Дой-паки, как выяснилось со временем, можно было изготавливать не только из пластика. Большая площадь нового вида упаковки позволяла выгодно преподнести товар потребителю. Дой-паки давали возможность использования Zip-Lock или пробки, что значительно продлевало сроки хранения содержимого уже открытого дой-пака. У дой-пака была сравнительно низкая цена изготовления ввиду изначально недорогих исходных материалов.
На сегодняшний день компания изобретателя дой-пака оценивает ежегодное производство дой-паков в 40 миллиардов штук.
Утилизация: 
упаковки типа дой-пак состоят из более чем 20 комбинаций материалов, что делает их неутилизируемыми; единственный путь для таких пластиков — производство эффективного топлива RDF, которое не требует ресурсов для сжигания, не содержит органики и инертных негорящих фракций.

## Типы дой-паков
- пакет со вставным круглым дном,
- пакет с усиленной кромкой,
- с фальцованным днищем.